# Parroquia Roca
La Parroquia Roca es un distrito de Guayaquil y una parroquia urbana del cantón de Guayaquil en la provincia ecuatoriana de Guayas. El área es de alrededor de 44 hectáreas. La población en 2010 era de 5.545 habitantes.

## Historia
La Parroquia Roca, una de las parroquias urbanas más emblemáticas de Guayaquil, lleva su nombre en honor a Francisco Roca, un guayaquileño que fue miembro de la Junta de Gobierno formada el 8 de noviembre de 1820, tras la independencia de la ciudad. Esta parroquia ha sido un importante centro de actividades tanto comerciales como de servicios, destacándose especialmente por su enfoque en la salud y los servicios funerarios.
Con el tiempo, la parroquia ha evolucionado para convertirse en un centro estratégico donde confluyen diversas actividades comerciales, especialmente en torno a la distribución de medicamentos y la elaboración de lápidas. La cercanía a importantes instituciones de salud, como el Hospital Luis Vernaza, y la presencia del Cementerio General de Guayaquil, han definido en gran medida la identidad de esta parroquia.

## Límites
La Parroquia Roca está delimitada al norte por la cumbre del Cerro del Carmen, al sur por la Avenida Nueve de Octubre, al este por la calle Boyacá y al oeste por la Avenida Quito. Estos límites la sitúan en una posición estratégica dentro de la ciudad, permitiéndole ser un punto de conexión entre diferentes áreas comerciales y residenciales de Guayaquil.

## Electores
El número de electores en el área urbana de Guayaquil ha disminuido, según los registros del CNE. La parroquia urbana Roca ha perdido votantes entre 2017 y 2023. En 2017, la parroquia contaba con 17.313 electores, pero para 2023, ese número se redujo a 13.702, lo que representa una disminución del 20,9%.

## Población
Aunque los datos específicos de población no están detallados en el contenido proporcionado, la Parroquia Roca es una zona densamente poblada y activa. Su ubicación en el centro de Guayaquil, junto con su rol como un hub de servicios médicos y funerarios, atrae a un gran número de personas, tanto residentes como visitantes que acuden a la parroquia por diversas razones.

## Lugares de Interés
La Parroquia Roca es conocida por sus diversas instituciones y sitios de interés que la convierten en un punto focal en la vida cotidiana de Guayaquil. Entre estos destacan:
- Distribuidoras de Medicamentos: La parroquia alberga cerca de 20 distribuidoras de medicamentos tanto de marca como genéricos. Estas distribuidoras, ubicadas en el sector de Alejo Lascano, Boyacá, Ximena y Padre Solano, son un importante centro de abasto para farmacias y clientes particulares, ofreciendo descuentos significativos.[2]
- Elaboración de Lápidas y Funerarias: Debido a su proximidad con el Cementerio General de Guayaquil, la parroquia también es conocida por sus talleres de elaboración de lápidas y las funerarias que operan en la zona. Estos negocios atienden tanto a este cementerio como a otros camposantos de la ciudad, como el Parque de la Paz y Jardines de Esperanza.[2]
- Cementerio General de Guayaquil: Establecido en 1825, este cementerio es uno de los más antiguos y prominentes de la ciudad. No solo es un lugar de descanso eterno, sino también un sitio de interés histórico y cultural, visitado por personas que desean admirar las elaboradas lápidas y monumentos que allí se encuentran.[2]
- Monumento al Sagrado Corazón de Jesús: En lo alto del Cerro del Carmen, este monumento es un ícono de la parroquia. La zona alrededor del monumento fue mejorada como parte de los proyectos de regeneración urbana en Guayaquil.[4][5][2]
- Defensoría del Pueblo: Ubicada en la esquina de Lorenzo de Garaycoa y Primero de Mayo, esta institución es un punto de referencia en la parroquia, donde los ciudadanos acuden a presentar denuncias relacionadas con el mal servicio de empresas públicas y privadas.[2]
- Parque Centenario: Parte de este importante parque, uno de los más grandes y emblemáticos de Guayaquil, también forma parte de la Parroquia Roca, proporcionando un espacio de recreación y esparcimiento para los residentes y visitantes de la zona.[2]

## Galería
|                                 |
| Cementerio General de Guayaquil |

|                                       |
| Monumento al Sagrado Corazón de Jesús |

|                  |
| Cerro del Carmen |

|                  |
| Hospital Vernaza |